# Hans von Salmuth
Hans Eberhard Kurt von Salmuth (Metz, Alsacia-Lorena, entonces Imperio alemán (hoy Francia); 11 de noviembre de 1888 - Heidelberg, Baden-Württemberg, República Federal Alemana; 1 de enero de 1962) fue un militar alemán, activo bajo el Imperio alemán, la República de Weimar y el Tercer Reich, que alcanzó el grado de generaloberst, asumiendo el mando de varias unidades militares de la Wehrmacht y siendo condecorado con la Cruz de Caballero de la Cruz de Hierro por su actuación durante la Segunda Guerra Mundial.
Estuvo al mando de parte de las tropas alemanas destacadas en Normandía el Día D, durante el desembarco de Normandía, y tras la guerra pasó cinco años en prisión, condenado por crímenes de guerra.

## Hasta la Segunda Guerra Mundial
Hans von Salmuth nació el 11 de noviembre de 1888 en la ciudad de Metz, en Alsacia-Lorena, incorporada pocos años antes al Imperio alemán, en el seno de una familia de la casta militar prusiana.
El 19 de septiembre de 1907, siguiendo la tradición familiar, se incorporó al Ejército alemán, participando como militar en activo en la Primera Guerra Mundial, durante la que alcanzó el grado de capitán (hauptmann).
Tras la derrota de Alemania en la guerra y la proclamación de la República de Weimar, Hans von Salmuth permaneció en la Reichswehr, el reducido ejército que Alemania estaba autorizada a poseer según las cláusulas del Tratado de Versalles.
Fue ascendido al grado de coronel el 1 de mayo de 1934, ejerciendo como jefe de Estado Mayor del II Cuerpo entre 1934 y 1937. El 1 de agosto de 1937 fue nombrado general de brigada, quedando asignado como jefe de Estado Mayor al del 1.º Ejército, para en 1938 pasar a ser el jefe de Estado Mayor del 2.º Ejército. El 1 de agosto de 1939, muy poco antes del inicio de la Segunda Guerra Mundial, fue ascendido a mayor general.

## Segunda Guerra Mundial
En 1939 era el jefe de Estado Mayor del Grupo de Ejércitos Norte del general Fedor von Bock, tomando parte en el Fall Weiss o Caso Blanco, la Invasión alemana de Polonia de 1939.
Von Salmuth siguió como jefe de Estado Mayor al general von Bock cuando se le otorgó a éste el mando del Grupo de Ejércitos B para la siguiente gran operación planificada, el Fall Gelb o Caso Amarillo, la invasión de Bélgica y Francia, en mayo de 1940. Tras la derrota aplastante de los Aliados en la batalla de Francia y la rendición de dicho país, se concedió a von Salmuth la Cruz de Caballero de la Cruz de Hierro el 19 de julio de 1940. El 1 de agosto de 1940 fue ascendido a general der Infanterie.
En 1941 von Salmuth fue asignado al Frente Oriental, y el 10 de mayo se le dio el mando del XXX Cuerpo, tomando parte al mando del mismo en la Operación Barbarroja y en la campaña de Crimea (Primera Batalla de Crimea), mandando al XXX Cuerpo también en el sitio de Sebastopol.
En 1942 fue nombrado comandante en jefe del 17.º Ejército (entre el 20 de abril y el 1 de junio de 1942). Durante un corto espacio de tiempo corto, desde el 6 de junio hasta el 15 de julio de 1942 asumió el mando del 4.º Ejército, en sustitución de su antiguo jefe, Gotthard Heinrici, quien se hallaba de permiso. A mediados de julio de 1942 fue nombrado nuevo jefe del 2.º Ejército.
Von Salmuth fue promovido al grado de generaloberst (el grado inmediatamente inferior a generalfeldmarschall o mariscal) en enero de 1943. El 3 de febrero de 1943 sustituyó en el mando del 2.º Ejército al general Walter Weiss y otra vez tomó el mando del 4.º Ejército mientras Gotthard Heinrici continuó de permiso, hasta julio de 1943.
El general von Salmuth fue asignado de nuevo al Frente Occidental y enviado a Francia, donde en agosto de 1943 se le otorgó el mando del 15.º Ejército, un ejército importante emplazado en el área del Paso de Calais. Dicha área formaba parte del Muro del Atlántico erigido por orden de Adolfo Hitler, quien pensaba que se sector iba a ser el elegido por los Aliados para su desembarco en Francia, por lo que se dotó al 15.º Ejército con 17 divisiones, un contingente más elevado que cualquiera otra formación militar alemana calificada como ejército en el Frente Occidental. Los Aliados hicieron todo lo posible para alentar a Hitler en su errónea creencia (véase por ejemplo la Operación Bodyguard), puesto que ya habían escogido Normandía como el lugar de la futura invasión, un área que se hallaba defendida por el más reducido 7.º Ejército.
En las vísperas del Día D, Romel se tomó unos días de descanso descartando una invasión para esas fechas debido al mal tiempo reinante en el Canal de la Mancha. Von Salmuth, que tenía un agente encubierto en la resistencia francesa, interceptó el mensaje de la BBC que avisaba a la resistencia que la invasión tendría lugar en el plazo de dos días. Von Salmuth puso en alerta total al 15.º ejército e informó al comado del Grupo de Ejércitos B, pero inexplicablemente el 7.º ejército del general Friedrich Dollmann que tenía la misión de defender Normandía, no fue informado de la inminente invasión.
Von Salmuth escribió esta anécdota en su diario, a primera hora de la mañana de la invasión del Día D, el 6 de junio de 1944:

A las 6 de la mañana, cuando ya hacía hora y media que había luz solar, tenía a mi jefe de Estado Mayor telefoneando al 7.º Ejército una vez más para preguntar si el enemigo ya había llegado a tierra y se había desplegado. La respuesta fue que los 'barcos de transporte de tropas, junto con buques de guerra grandes y pequeños están en varios lugares a cierta distancia de la costa, con las lanchas de desembarco amarradas a ellos. Pero hasta ahora ningún desembarco se ha producido'. Con eso me fui a dormir con la mente tranquila, después de decirle a mi jefe de Estado Mayor: "Entonces, ¡su invasión ya ha fracasado".

Von Salmuth fue relevado de su mando por Hitler a finales de agosto de 1944 después de la desintegración de la línea de combate alemana después del despliegue Aliado en Normandía (la Operación Cobra, parte de la batalla de Normandía) y aproximadamente sobre el mismo tiempo que se producía la Liberación de París. Fue substituido por el general Gustav-Adolf von Zangen, y desde entonces no volvió a ejercer ningún mando de unidades de combate en la guerra, que finalizaría unos nueve meses más tarde, en mayo de 1945.

## Posguerra
Después de la guerra, von Salmuth fue mantenido como prisionero de guerra hasta 1948, momento en que fue juzgado por un tribunal militar de Estados Unidos en Núremberg en el Juicio del Alto Mando uno de los juicios secundarios de Núremberg en los términos de la Ley número 10 del Consejo de Control Aliado (ACC). Von Salmuth fue juzgado y declarado culpable de crímenes de guerra contra prisioneros de guerra y beligerantes enemigos, y de crímenes contra la humanidad contra población civil en países ocupados y fue condenado a veinte años de prisión. Sin embargo, fue liberado poco después, tras haber cumplido tan solo cinco años, en 1953.
Murió en Heidelberg, en la República Federal Alemana, el 1 de enero de 1962. Fue enterrado en el cementerio de Nordfriedhof, en Wiesbaden.

## Hoja de servicios

### Graduaciones
- Oberst: 1 de mayo de 1934.
- Generalmajor: 1 de agosto de 1937.
- Generalleutnant: 1 de agosto de 1939.
- General der Infanterie: 1 de agosto de 1940.
- Generaloberst: 1 de enero de 1943.

### Cargos de Estado Mayor
- Jefe de Estado Mayor del II Cuerpo de Ejército: 1934 - 1937.
- Jefe de Estado Mayor del 1.º Ejército: 1937 - 1939.
- Jefe de Estado Mayor del Grupo de Ejércitos Norte: 1939.
- Jefe de Estado Mayor del Grupo de Ejércitos B: 1939 - 1941.

### Mando efectivo en campaña
Hans von Salmuth mandó el XXX Cuerpo de Ejército entre el 10 de mayo de 1941 y el 27 de diciembre de 1941; asumiendo luego el mando del 17.º Ejército, entre el 20 de abril y el 1 de junio de 1942; pasando a mandar más tarde el 4.º Ejército un breve plazo, entre el 6 de junio y el 15 de julio de 1942; para posteriormente mandar el 2.º Ejército entre el 15 de julio de 1942 y el 3 de febrero de 1943; regresando al mando del 4.º Ejército entre junio y el 31 de julio de 1943; finalizando con el mando del 15.º Ejército, entre el 1 de agosto de 1943 y el 25 de agosto de 1944.